# Ерлвил (Ајова)
Ерлвил (енгл. Earlville) град је у америчкој савезној држави Ајова. По попису становништва из 2010. у њему је живело 812 становника.

## Демографија
Према попису становништва из 2010. у граду је живело 812 становника, што је -88 (-9.8%) становника више него 2000. године.
| Група             | 2000.       | 2010.       |
| Белци             | 882 (98,0%) | 789 (97,2%) |
| Афроамериканци    | 1 (0,1%)    | 0 (0,0%)    |
| Азијати           | 2 (0,2%)    | 1 (0,1%)    |
| Хиспаноамериканци | 10 (1,1%)   | 20 (2,5%)   |
| Укупно            | 900         | 812         |